# Cyathophoridae
Famille
Genres de rang inférieur
- † Amphiphora
- † Columellophora
- † Elasmophora
- † Holocystis
- † Pentacoenia

Les Cyathophoridae forment une famille éteinte de coraux durs de l'ordre des Scleractinia.
Les différentes espèces se retrouvent dans des terrains allant du Jurassique au Crétacé avec une répartition mondiale.